# Granada, Nicaragua
Granada là thành phố ở tây nam Nicaragua, thủ phủ của tỉnh Granada. Dân số theo điều tra năm 2005 là 116.000 người, là thành phố đông dân thứ 4 ở quốc gia này. Thành phố này nằm ở bờ tây bắc hồ Nicaragua. Đây là thành phố cảng, là một trong những trung tâm công nghiệp, thương mại và giao thông hàng đầu quốc gia này. Granada được người Tây Ban Nha lập năm 1523. Thành phố hiện vẫn còn lưu giữ nhiều công trình kiến trúc thời thuộc địa Tây Ban Nha. Gần thành phố này có các phong cảnh đẹp như núi lửa Mombacho, các đảo trong hồ tạo nên điểm thu hút du khách tham quan.